# Peretola
Peretola è un sobborgo della periferia occidentale di Firenze, noto per ospitare nei suoi dintorni l'aeroporto internazionale della città, intitolato ad Amerigo Vespucci. Appartiene amministrativamente al Quartiere 5 - Rifredi, ospitandone anche la nuova sede.

## Storia
Il toponimo Peretola potrebbe derivare da una corruzione del nome pera. 
Il pero fu, in passato, una pianta molto diffusa nella pianura e il frutto si trova negli stemmi delle famiglie originarie di Peretola.
Probabilmente questo borgo affonda le sue radici all’epoca etrusca, in quanto, secondo alcuni storici, un sobborgo di Peretola, Motrone, deriverebbe da un toponimo etrusco latinizzato in Mutro, Mutronis da cui derivò l’odierno Motrone.
Il borgo di Peretola è menzionato per la prima volta in un documento datato 12 agosto 1178 e conobbe nel XV secolo un periodo di notevole sviluppo, quando Firenze godette del maggior splendore economico e culturale. Peretola si trovava tra due grandi vie di comunicazione, via Pistoiese e via Pratese, e fece parte del comune di Brozzi fino al 1928, anno in cui quest'ultimo fu soppresso.
Peretola fu il luogo di origine della famiglia Vespucci, da cui nacque il celebre navigatore Amerigo. Nel vecchio borgo è ancora ben conservata la casa della famiglia ed al suo famoso esponente è stato intitolato il vicinissimo Aeroporto di Firenze-Peretola.
Sempre qui nacque Tommaso Masini, detto Zoroastro da Peretola, amico e collaboratore di Leonardo da Vinci che si narra fosse lo spericolato collaudatore della "macchina per volare" inventata dallo scienziato. Come è noto, l'ardito esperimento fallì ma pare che Tommaso non riportasse serie conseguenze fisiche dallo sfortunato volo.

## Monumenti
La pieve di Santa Maria a Peretola ospita un capolavoro di Luca Della Robbia, il Tabernacolo del Sacramento (1441) ed un fonte battesimale di Francesco di Simone Ferrucci (1446).  Il vicino oratorio della Santissima Annunziata è un raro esempio di architettura neoclassica nella zona.

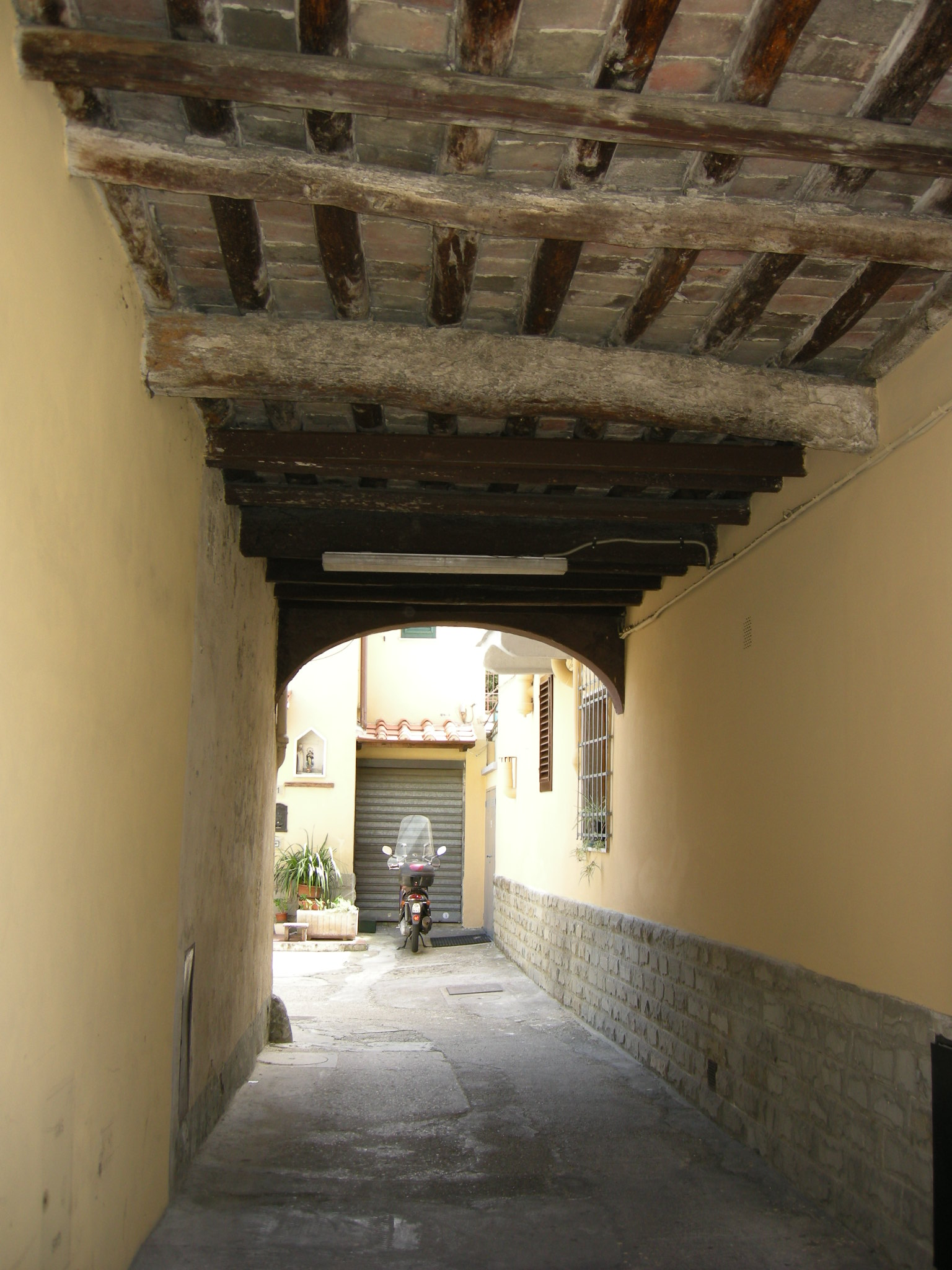
Una corte di Peretola

Appena fuori dal vecchio borgo, si trova un grazioso oratorio dedicato a Santa Maria Vergine (1510) di forma ottagonale, che riproduce in piccolo la Cupola di Santa Maria del Fiore. Noto ai più come "la cupolina", si trovava un tempo in aperta campagna, mentre oggi è circondato dal traffico veicolare di via Pratese e "sovrastato" dai piloni della nuova linea ferroviaria Firenze-Officine di Brozzi-Campi Bisenzio.
La zona antica di Peretola è composta da strette strade, tipiche del borgo di campagna, costellate di tabernacoli e dove si aprono numerosi corti e cortile attorno ai quali si disponevano le case secondo il tipico schema dell'edilizia contadina. Alcune di queste corti risalgono fino al XIV secolo, ma ebbero un notevole sviluppo tra Sei e Settecento. Vi si affacciano varie case ed hanno denominazioni curiose o pittoresche. Le corti, separate dalla strada da un passaggio ad arco o coperto talvolta ancora da travature lignee, rispondevano alla naturale esigenza di aggregazione tra le famiglie della zona.
Tra le vie L. Gori e G. Piantanida, si può ammirare il Palagio degli Spini o  Villa di Motrone , costruito per la famiglia Spini dall'architetto Santi di Tito.
L'importanza come snodo ai confini della città è testimoniata da alcune architetture novecentesche, come la sottostazione elettrica, interessante esempio di architettura funzionale del Ventennio, o il più recente Meeting Point di Firenze Nord, un'interpretazione in chiave moderna (1999) di elementi tradizionali dell'architettura fiorentina, come il porticato.

## Citazioni letterarie
Il borgo di Peretola fu l'ambientazione della celebre novella "Chichibio e la gru" del Decameron di Giovanni Boccaccio (...il quale con un suo falcone avendo un dì presso a Peretola una gru ammazzata...) e venne pure citato, a causa della pessima qualità del vino che vi si produceva, da Francesco Redi nel suo "Bacco in Toscana" del 1685 (vv. 518-520)
(Francesco Redi, Bacco in Toscana)
Peretola è anche il luogo di ambientazione della divertentissima novella LXIV del Trecentonovelle di Franco Sacchetti ("Agnolo di ser Gherardo va a giostrare a Peretola, avendo settanta anni, e al cavallo è messo un cardo sotto la coda; di che movendosi con l'elmo in testa, il cavallo non resta, che corre insino a Firenze").
La cattiva qualità del vino di questa zona doveva essere davvero proverbiale. Nel 1593 il Collegio degli Osti di Firenze lanciò una scherzosa condanna contro gli Accademici della Crusca in cui si stabiliva che ai dotti linguisti non venisse servito altro che il pessimo vino delle "Cinque Terre di Toscana" ovvero Brozzi, Quaracchi, Peretola, San Donnino e Lecore, così chiamate in contrappasso alle celebri Cinque Terre liguri, produttrici di vini eccellenti. Il vino di queste terre a detta degli osti era particolarmente cattivo e sapeva di botte, di secco, di muffa, di leno, di cuoio, di marcorella. Un proverbio tradizionale fiorentino assegna anche agli abitanti della zona un'imbarazzante nomea: "Peretola, Brozzi e Campi, la peggio genìa che Cristo stampi."
Lo scienziato e scrittore Francesco Redi scrisse un racconto, intitolato "Il gobbo di Peretola" dove si narra la storia di un gobbo di questa località che, invidioso della buona sorte toccata ad un altro gobbo guarito dalle streghe di Benevento della sua malformazione, s'era recato senza indugio laggiù, ma, avendo trattato male le streghe, era stato punito con l'aggiunta d'una seconda gobba.
Pasquale Festa Campanile, nel suo celebre film Il soldato di ventura del 1976, fra i 13 italiani recuperati da Ettore Fieramosca per affrontare la sfida contro i francesi di de La Motte, fa comparire un immaginario Albimonte da Peretola, esperto spadaccino e genio sulla falsariga di Leonardo da Vinci, inventore della mossa segreta di scherma che da lui prende il nome.
Per concludere le citazioni letterarie, Peretola viene nominata da Aldo Palazzeschi nelle prime pagine del romanzo di Aldo Palazzeschi Sorelle Materassi.

## Altre immagini

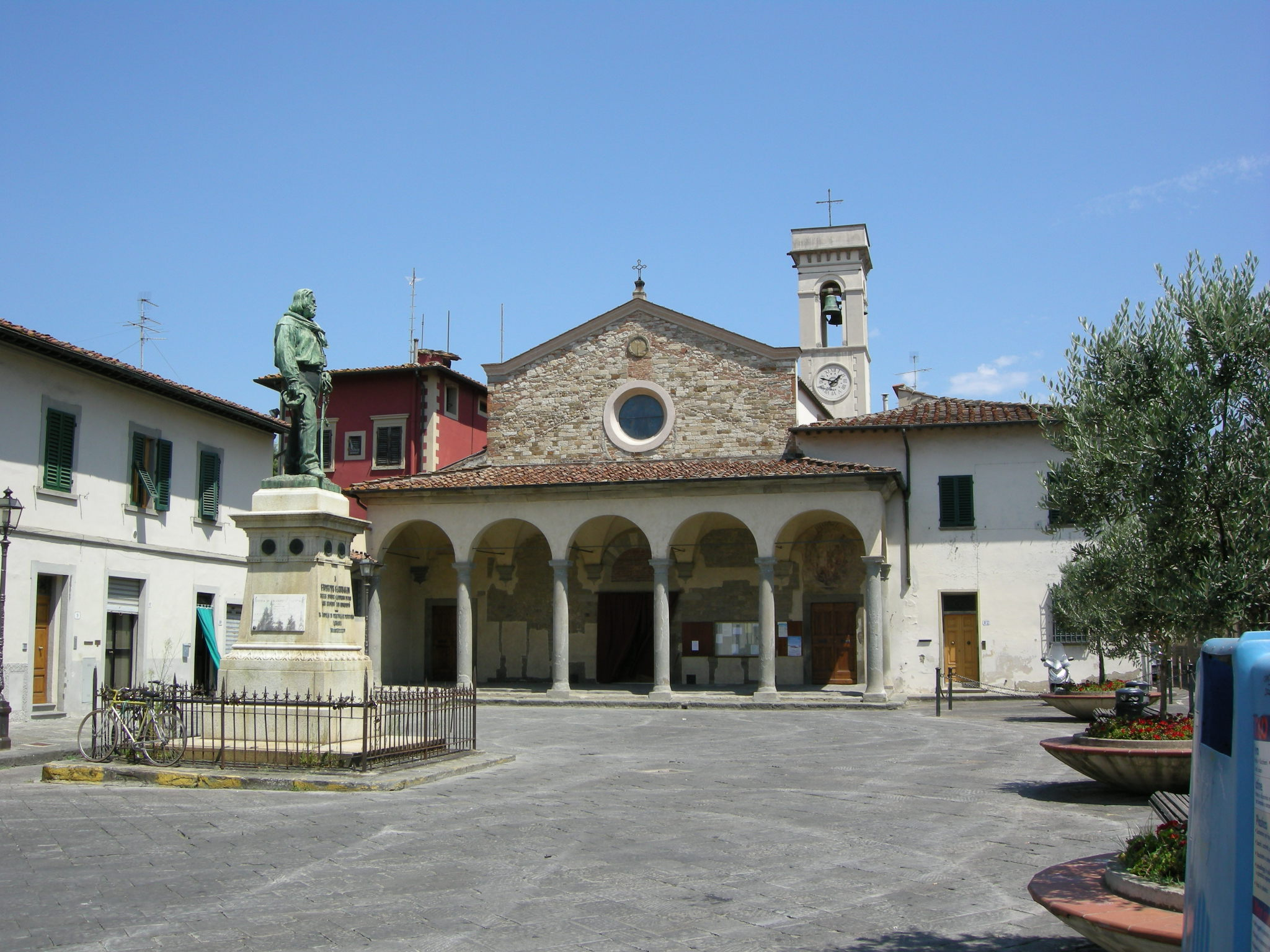
Santa Maria a Peretola
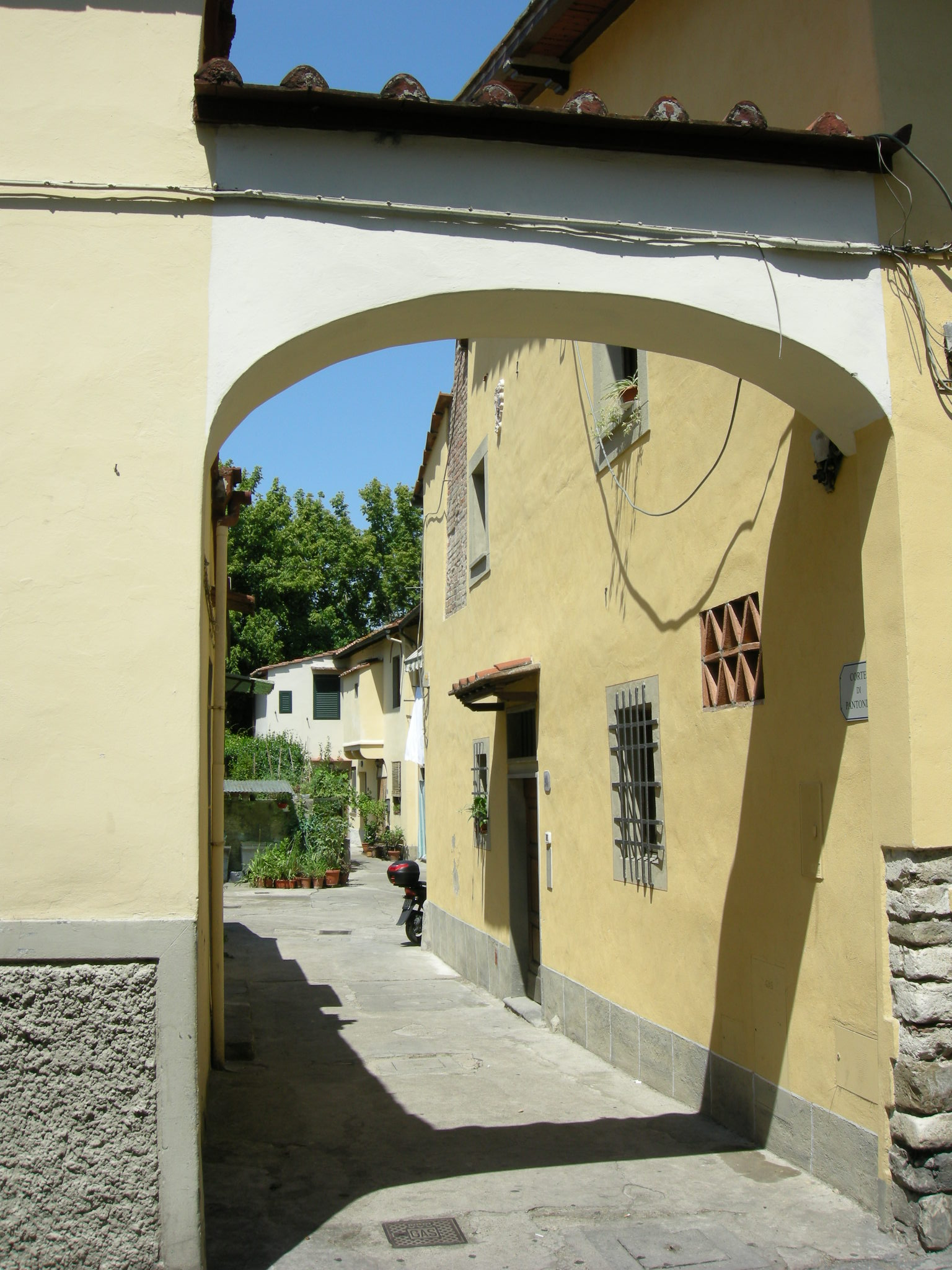
Corte
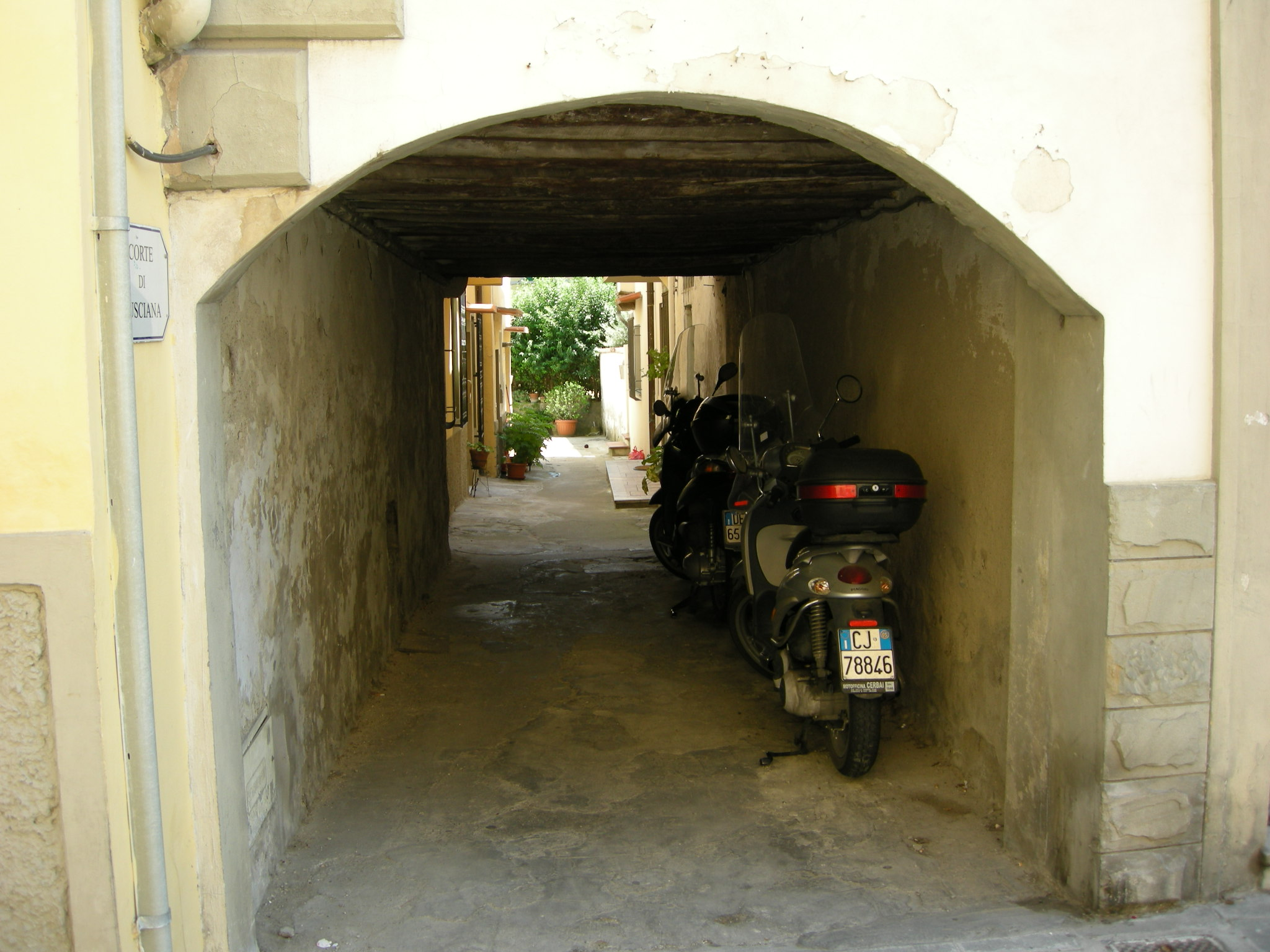
Corte
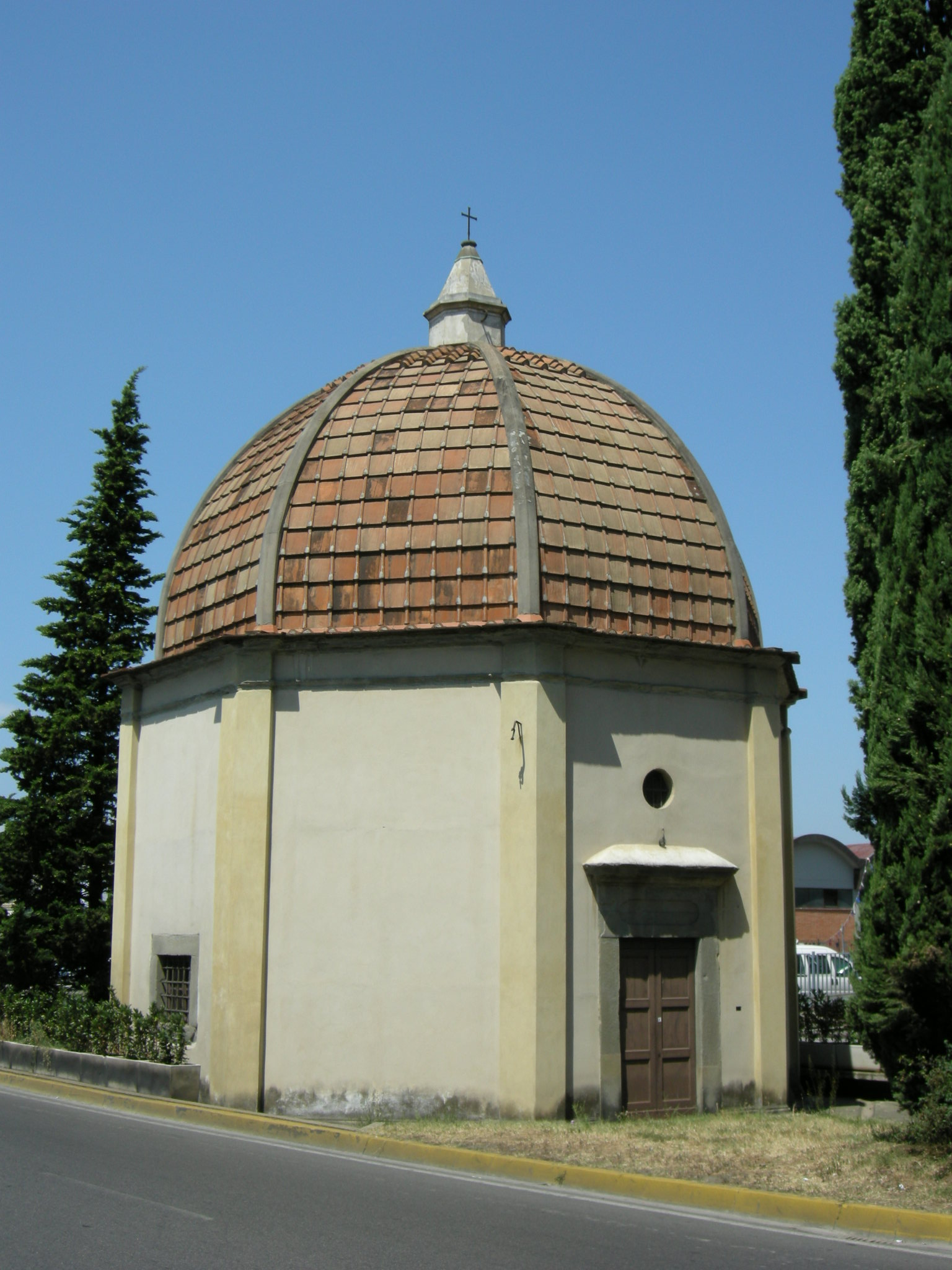
Oratorio di Santa Maria Vergine della Pietà
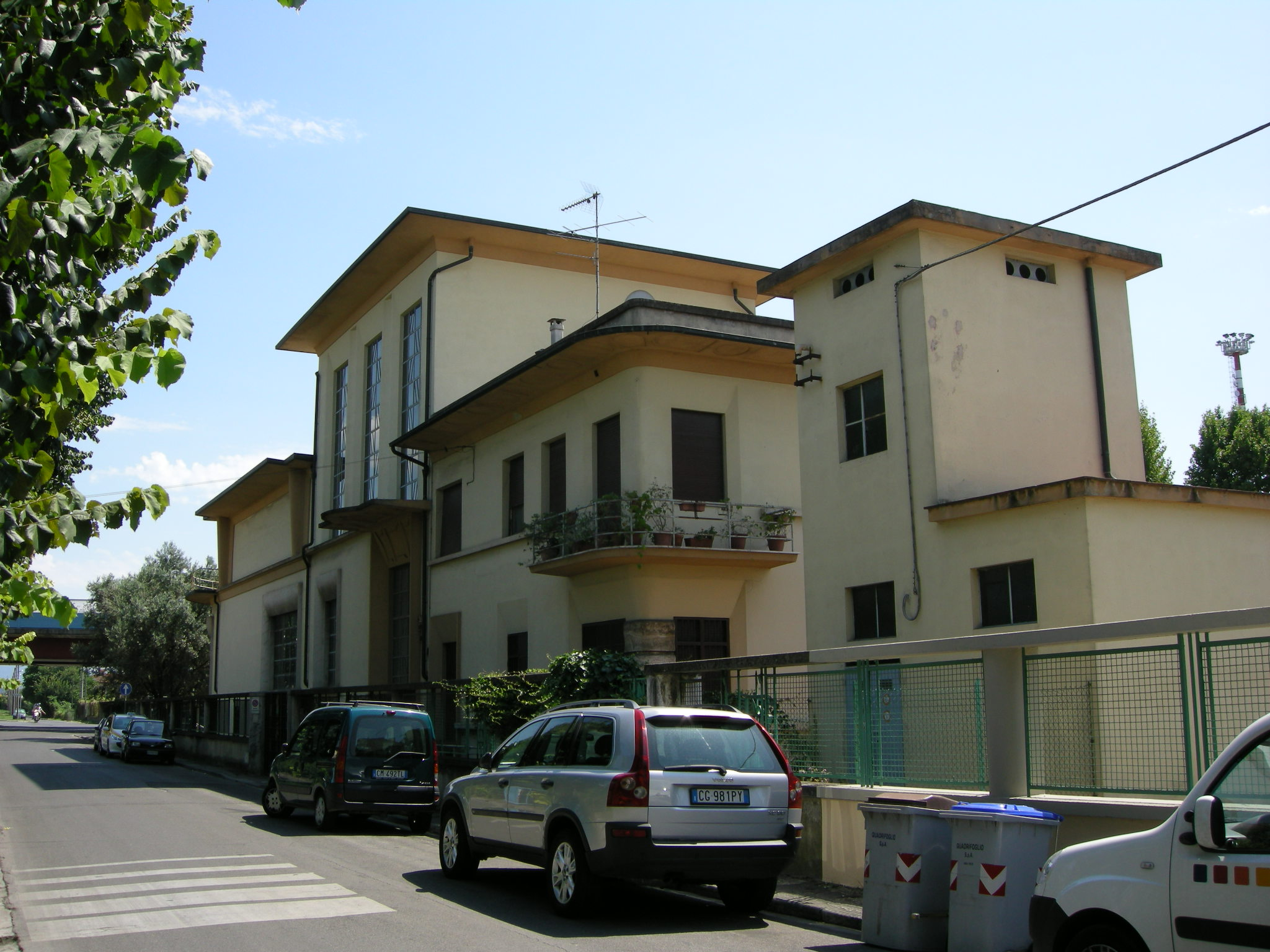
La sottostazione elettrica
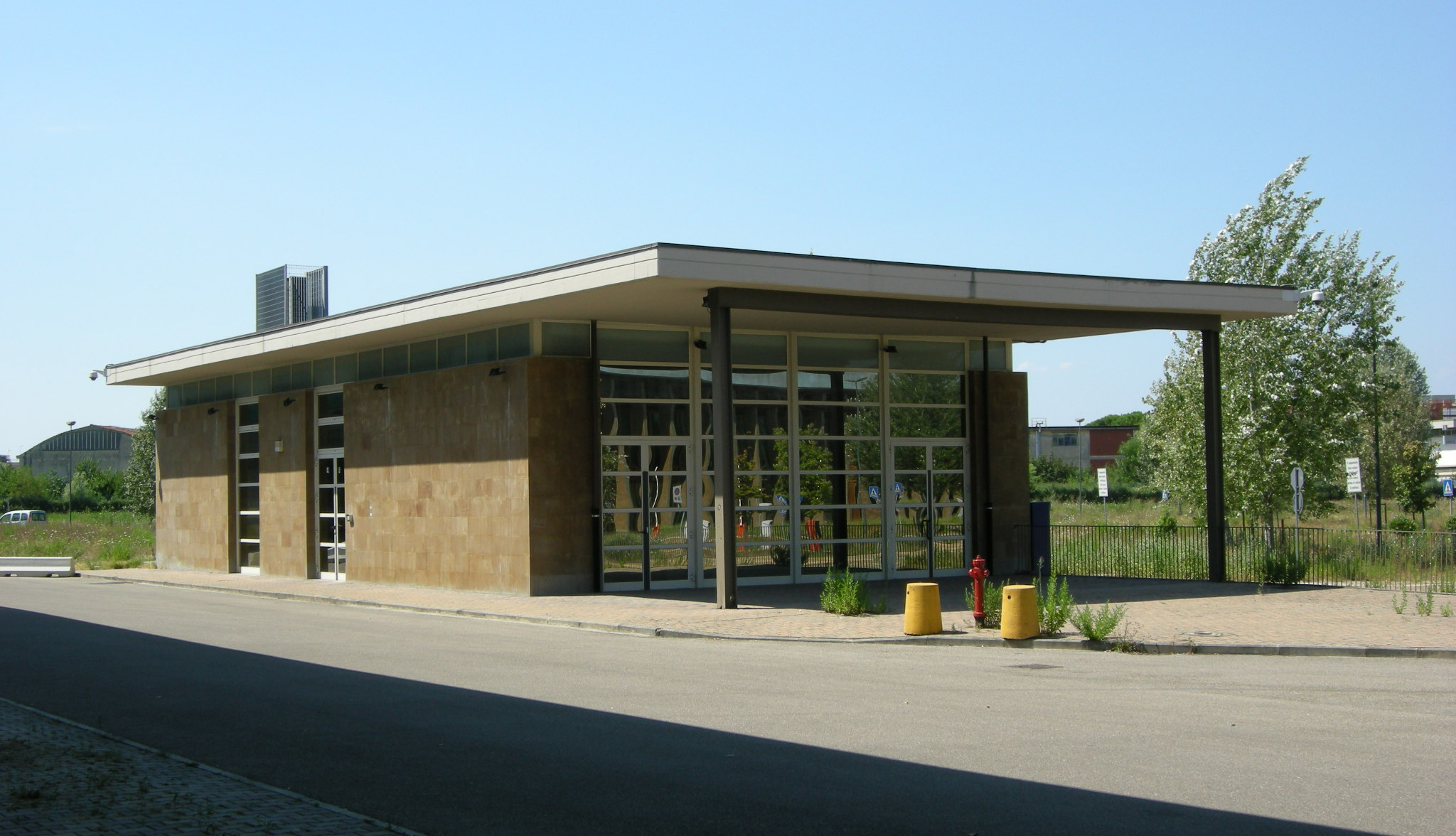
Il Meeting Point